# Stanford University Press
Stanford University Press – amerykańskie akademickie wydawnictwo książkowe, oficjalne wydawnictwo Uniwersytetu Stanforda. Specjalizuje się w wydawaniu literatury naukowej poświęconej różnym dziedzinom wiedzy. Jego początki sięgają 1891 r., gdy współzałożyciele owej uczelni – małżeństwo Jane i Leland Stanfordowie – zaakceptowali propozycję jej pierwszego prezydenta, Davida Starra Jordana, dotyczącą publikacji rezultatów badań przeprowadzanych przez wykładowców i studentów. Rok później, w 1892, wydawnictwo opublikowało pierwszy tytuł.